# Continental R-670
Le Continental R-670 (désignation usine W670) est un moteur d'avion sept cylindres en étoile produit par Continental dans les années 1930 et 1940. Il a aussi donné naissance à des dérivés pour les véhicules blindés. Conformément à la nomenclature des moteurs aériens en vigueur dans les forces armées américaines, la lettre R désigne la disposition (moteur radial) tandis que 670 est la cylindrée exprimée en pouces cubes (soit onze litres).

## Historique
En 1927, Continental se lance dans les moteurs aéronautiques. Son premier projet est un neuf cylindres en étoile utilisant des soupapes à chemises louvoyantes, un principe dont la licence a été achetée auprès d'Argyll qui en détient les brevets. Ce moteur ne peut être mis au point, et Continental développe un moteur à soupapes classiques, le R-545 (ou A70). Le R-670 en est une évolution.

## Description
C'est un moteur sept cylindres radial, qui se présente comme une évolution directe du A70, avec une cylindrée augmentée et d'autres améliorations, notamment un meilleur refroidissement au niveau de têtes de cylindres, ce qui réduit le risque d'auto-allumage lors de l'utilisation d'essence à faible indice d'octane. Le moteur peut être monté à la place d'un A70, les côtes concernant la fixation avec l'avion restant inchangées. Le moteur est pourvu d'un carburateur Stromberg et d'un compresseur centrifuge actionné par le vilebrequin pour la suralimentation.

## Applications aéronautiques
C'est principalement pour les avions d'entrainement que le R-670 est produit en masse, avec 11600 exemplaires sortis d'usine pendant la guerre. Il est en effet utilisé par le Boeing-Stearman PT-13 et le Fairchild PT-19, deux avions d'entrainement basique utilisés en très grand nombre par les forces américaines et canadiennes avant et pendant la seconde guerre mondiale, même si chacun de ces deux avions existe aussi dans des versions animées par d'autres moteurs.
Le R-670 est aussi utilisé sur sept dirigeables à enveloppe souple de la classe « G » produits pendant la guerre.
À la fin du conflit, de nombreux moteurs (et de nombreux avions les utilisant) sont considérés comme des surplus militaires, et revendus sur le marché civil. Le moteur est ainsi populaire pendant des dizaines d'années, il équipe ainsi des avions de travail agricole (comme le Grumman Ag Cat (en)), des avions familiaux comme le Cessna 195; une version l’autogire Kellett K-2, etc.

## Blindés
Une version du R-670 est développée pour les blindés légers : M1 Combat Car, M2 Light Tank et M3 Stuart. Ce dernier est produit en très grand nombre, il est utilisé massivement pendant la seconde guerre mondiale, et dans de nombreux conflits de la deuxième moitié du siècle.

## Moteurs similaires
- Armstrong Siddeley Cheetah
- Bristol Titan
- Curtiss R-600 Challenger (en)
- Jacobs R-755
- Kinner C-5 (en)
- Lorraine 7M Mizar (en)
- Lycoming R-680
- Wright Whirlwind
- Wolseley Aries (en)